# رودولف نورييف
رودولف خاميتوفيتش نورييف (Rudolf Khametovich Nureyev) (المولود في 17 من مارس 1938م – 6 من يناير 1993م) هو راقص باليه ورقص عصري، وأحد أكثر الشخصيات شهرة في القرن العشرين. كشفت مهارات نورييف الفنية المناطق التعبيرية للرقص، مما أعطى دورًا لراقصي الباليه الذكور الذين لا يؤدون سوى دور الداعمين للراقصات.
إن رنورييف في الأصل مواطن سوفيتي، لكنه هرب إلى الغرب في عام 1961م، بالرغم من محاولات جهاز المخابرات الروسية لإيقافه. ووفقًا لسجلات جهاز المخابرات الروسية التي درسها بيتر واطسون، فإن نيكيتا خروشوف وقعت شخصيًا على أمر بقتل نورييف.

## وصلات خارجية
- رودولف نورييف على موقع IMDb (الإنجليزية)
- رودولف نورييف على موقع الموسوعة البريطانية (الإنجليزية)
- رودولف نورييف على موقع مونزينجر (الألمانية)
- رودولف نورييف على موقع ميوزك برينز (الإنجليزية)
- رودولف نورييف على موقع أول موفي (الإنجليزية)
- رودولف نورييف على موقع قاعدة بيانات برودواي على الإنترنت (الإنجليزية)
- رودولف نورييف على موقع قاعدة بيانات الأفلام السويدية (السويدية)
- رودولف نورييف على موقع إن إن دي بي (الإنجليزية)
- رودولف نورييف على موقع ديسكوغز (الإنجليزية)
- رودولف نورييف على موقع قاعدة بيانات الفيلم (الإنجليزية)
- Rudolf Nureyev Foundation
- BBC Interviews with Nureyev
- Birthday tribute
- New York Sun review of PBS's "Nureyev: The Russian Years"
- "Rudolph Nureyev". FBI Records: The Vault. U.S. Federal Bureau of Investigation. مؤرشف من الأصل في 2019-11-02.

### التقارير
- "Balanchine-Robbins Work for Nureyev From Moliere; The Casts", نيويورك تايمز, Anna Kisselgoff, 9 أبريل 1979